# ادونس (میشیگان)
ادونس (به انگلیسی: Advance) یک منطقهٔ مسکونی در ایالات متحده آمریکا است که در میشیگان واقع شده‌است. ادونس ۷٫۱۲ کیلومتر مربع مساحت و ۳۲۸ نفر جمعیت دارد و ۱۸۲٫۲۷ متر بالاتر از سطح دریا واقع شده‌است.